# Evolution Engine
«Evolution Engine» — це інформаційна технологія, що використовується в комп'ютерних іграх, зокрема у грі Warframe. Цей ігровий движок розроблений компанією Digital Extremes і є основою для створення геймплею, графіки й інших аспектів гри.
Ось кілька ключових характеристик Evolution Engine:
Графіка та візуальні ефектиEvolution Engine дозволяє створювати разючі візуальні ефекти, такі як реалістичне освітлення, динамічні ефекти погоди та розкішні деталі оточення.
ГеймплейЦей движок надає підтримку для швидкого та динамічного геймплею, що характеризує Warframe. Він обробляє велику кількість об'єктів на екрані разом зі складними механіками гри, такими як бойова система та рух персонажів.
ОптимізаціяEvolution Engine розроблений з урахуванням оптимізації продуктивності, що дозволяє грати у гру на різних комп'ютерах та консолях без значних втрат продуктивності.
Розвиток та оновленняDigital Extremes продовжує вдосконалювати та розширювати Evolution Engine, додаючи нові функції та вдосконалюючи наявні, щоб покращити якість гри та досвід гравців.
Цей движок став ключовим елементом успіху гри Warframe, забезпечуючи надійну та потужну базу для реалізації візії розробників.